# Aleksandar Šoštar
Aleksandar Šoštar, (Александар Шоштар) nacido en Niš el 21 de enero de 1964, jugador internacional yugoslavo / serbio de waterpolo.

## Biografía
Aleksandar Šoštar es recordado como uno de los mejores porteros de waterpolo de todos los tiempos.
Desde su retiro ha sido el presidente de la Federación de waterpolo de Serbia y Montenegro, director de deportes del gobierno serbio,  asistente al ministro de deportes de la República de Serbia y presidente de la asociación de deportes Serbios . En 2001, fue nombrado  "Atleta y deportista del año" de Yugoslavia.

## Clubs
- VK Partizan ( Serbia)
- VK Bečej ( Serbia)

## Palmarés
Como jugador en su selección
- Oro en los campeonatos europeos de 2001
- Bronce en los campeonatos del mundo de 2000
- Bronce en los juegos olímpicos de Sídney 2000
- Bronce en los campeonatos del mundo de 1998
- 8º en los juegos olímpicos de Atlanta 1996
- Oro en el campeonato del mundo de Perth 1991
- Oro en los juegos olímpicos de Seúl 1988
- Oro en los campeonatos del mundo de 1988
- Oro en el campeonato del mundo de Madrid 1986